# Daniel Rudolf Anrig
Daniel Rudolf Anrig (Walenstadt, 10 de julho de 1972; com direito a residir em Sargans) é um funcionário público suíço. Ele foi o 34º Comandante da Pontifícia Guarda Suíça até 31 de janeiro de 2015.
Anrig é o filho mais novo do casal Rudolf Gustav Anrig de Sargans e Silvia Maria née Benz de Marbach SG. Ele tem dois irmãos. O local de residência e cidadania da família é Sargans desde o século XVI. Daniel Anrig frequentou a escola primária e a escola cantonal e se formou no ensino médio. Ele serviu como alabarda na Guarda Suíça Pontifícia de 1992 a 1994. Ele então estudou direito (direito civil e canônico) na Universidade de Friburgo. Em 1999 graduou-se em direito civil e canônico.
Em 2002, tornou-se chefe da polícia criminal do cantão de Glarus. Em 2003, a Anrig foi co-responsável por uma operação controversa da polícia cantonal de Glarus contra o tráfico de pessoas e drogas em um lar para requerentes de asilo. O juiz de instrução desistiu da investigação por ação desproporcional da polícia após uma denúncia da Anistia Internacional porque não viu nenhum comportamento relevante para o direito penal. No entanto, a Anrig teve que arcar com parte dos custos legais. Em março de 2006 foi promovido a comandante da polícia do cantão.
No exército suíço, Anrig ocupou o posto de capitão.
Papa Bento XVI nomeou Anrig em 19 de agosto de 2008 como o 34º Comandante da Pontifícia Guarda Suíça. Ele assumiu o cargo de coronel em 1º de dezembro de 2008. Em 2009, Johann Schmidberger fez sua própria armadura e capacete com o brasão de sua família ao lado do brasão do Papa como homenagem.
O período entre 2012 e 2014 foi cada vez mais ofuscado por brigas internas. Em 2012, o chefe da polícia do Vaticano, Domenico Giani, e não Anrig, foi homenageado pela associação católica internacional "Tu es petrus" por seus serviços à segurança do papa. Na homenagem, Giani foi referido como o "Anjo da Guarda do Papa". Em 2 de dezembro de 2014, Anrig foi inesperadamente demitido, o que foi discutido por vários meios de comunicação. Ele governou com mão de ferro e viveu em um apartamento de luxo. Seu estilo militar irritou o Papa Francisco. O papa e ex-guardas negaram isso. De 2015 a 2020, Anrig foi chefe do departamento de pessoal, o menor dos quatro departamentos, a polícia aeroportuária da polícia cantonal de Zurique. Este emprego foi parcialmente questionado criticamente.
A partir de 1º de novembro de 2020, Anrig será responsável pela administração pública em Zermatt como escriturário.